# Гайдуронісія
Гайдуроні́сія — острови у західній частині Егейського моря, відносяться до архіпелагу Північні Споради. Територіально належать до муніципалітету Алонісос ному Магнісія периферії Фессалія.
Архіпелаг складається з двох дрібних скелястих островів — Гайдарос та Поліріхос.